# Joe Starnes
Joe Starnes, född 31 mars 1895 i Guntersville, Alabama, död 9 januari 1962 i Washington, D.C., var en amerikansk politiker (demokrat). Han var ledamot av USA:s representanthus 1935–1945.
I demokraternas primärval inför kongressvalet 1934 besegrade Starnes både sittande kongressledamoten Miles C. Allgood och före detta senatorn James Thomas Heflin. I representanthuset motsatte han sig afroamerikanernas medborgerliga rättigheter men stödde president Franklin D. Roosevelts reformprogram New Deal. Dessutom profilerade Starnes sig som antikommunist. Han lyckades bli medlem i House Un-American Activities Committee. I samband med förhöret av teaterregissören och -producenten Hallie Flanagan föreslog han att Christopher Marlowe hade varit kommunist. Som resultat förlöjligades Starnes i pressen. I demokraternas primärval inför kongressvalet 1944 besegrades han av Albert Rains.
Starnes är begravd på City Cemetery i Guntersville.